# 大分県道・熊本県道・宮崎県道8号竹田五ヶ瀬線
大分県道・熊本県道・宮崎県道8号竹田五ヶ瀬線（おおいたけんどう・くまもとけんどう・みやざきけんどう8ごう たけたごかせせん）は、大分県竹田市から熊本県阿蘇郡高森町を経由して、宮崎県西臼杵郡五ヶ瀬町に至る県道（主要地方道）である。

## 概要
大分県竹田市大字会々から熊本県阿蘇郡高森町を経由して、宮崎県西臼杵郡五ヶ瀬町大字三ヶ所に至る。
当路線は、大分県道・宮崎県道7号緒方高千穂線と宮崎県道・大分県道6号日之影宇目線とともに祖母傾山系を貫き大分県と宮崎県を結ぶ主要地方道である。越敷岳・国見岳付近で一時的に熊本県にも入り込む。一部の区間においては自動車での通行が困難なほど悪路かつ狭路となっている。
道路は大分県・熊本県・宮崎県の3県にまたがっており、祖母山麓と九州山地を横断する。沿線には白水の滝・白水ダム・岡城跡・高千穂神社・五ヶ瀬ワイナリー・五ヶ所高原などの観光地がある。近畿以西の西日本において大規模主要地方道である。
主に山間部を通るため、冬季は峠やカーブを中心に路面凍結・積雪することがある。

### 路線データ
- 起点：大分県竹田市大字会々（竹田市会々七里交差点、国道57号・国道442号交点、大分県道47号竹田直入線・大分県道57号竹田犬飼線起点）
- 終点：宮崎県西臼杵郡五ヶ瀬町大字三ヶ所（五ヶ瀬町車屋橋交差点、国道218号交点）
- 主な経由地：熊本県阿蘇郡高森町
- 総延長：約58 km[1]
  - 大分県管内：24.1261 km[2]
  - 熊本県管内：不明
  - 宮崎県管内：26.5678 km[3]

## 歴史
- 1954年（昭和29年）
  - 1月20日 - 建設省告示第16号により、主要地方道竹田高千穂線として指定される。
  - 9月14日 - 大分県告示第192号により、大分県道竹田高千穂線として路線認定される（当時の整理番号は16）。
  - 11月5日 - 宮崎県告示第453号により、宮崎県道竹田高千穂線として路線認定される（当時の整理番号は3）[4]。
- 1955年（昭和30年）1月20日 - 熊本県告示第40号により、熊本県道竹田高千穂線として路線認定される（当時の整理番号は27）。
- 1964年（昭和39年）12月28日 - 建設省告示第3620号により、起点に竹田市、経過地に熊本県阿蘇郡高森町が指定される。
- 1970年（昭和45年） - 1972年（昭和47年）頃 - 熊本県内区間の整理番号が8に変更される。
- 1972年（昭和47年） - 宮崎県告示により、宮崎県内区間の整理番号が8に変更される。
- 1973年（昭和48年） - 大分県告示により、大分県内区間の整理番号が8に変更され、大分県道・熊本県道・宮崎県道8号竹田高千穂線として統一される。
- 1976年（昭和51年）4月1日 - 建設省告示第694号により、竹田高千穂線の区間が延長され、主要地方道竹田五ヶ瀬線として指定される[注釈 1]。
  - 同年、主要地方道指定に伴い、宮崎県において竹田五ヶ瀬線が路線認定される[注釈 2]。
- 1993年（平成5年）5月11日 - 建設省から、県道竹田五ヶ瀬線が竹田五ヶ瀬線として主要地方道に再指定される[5]。
- 1998年（平成10年） - 崩野峠の崩野隧道付近の狭小区間を回避するために、五ヶ所高原トンネルが開通。
- 2003年（平成15年） - 大分県竹田市の新山手バイパスが開通。「運動公園入口」交差点で国道502号と熊本県道・大分県道135号高森竹田線に接続。
- 2024年（令和6年）12月13日 - 土生工区（延長810 m）開通[1][6]。

## 路線状況

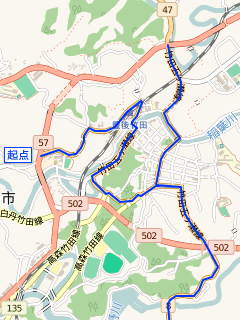
起点付近の路線図（竹田市）

国道57号の交点である「竹田市会々七里交差点」を起点とする。豊後竹田駅までは竹田市の中心市街地を迷路のごとく縦横無尽に迂回し、キリシタン洞窟礼拝堂付近で市街地から離れる。魚住の滝付近では短めのトンネルが連続し、途中には竹田市大字片ヶ瀬方面に抜ける白ユリ農道が分岐する。最後のトンネルを抜けると豊後大野市緒方・清川両地区方面に向かう大分県道410号牧口徳田竹田線との交差点から竹田市の祖母山麓地域である祖峰地区に入る。大字入田には河川プールと竹田湧水群があり、観光客で混雑している。
名水百選の竹田湧水群や白水ダムで有名な竹田市祖母山麓地域の祖峰の宮砥（みやど）地区を南西に進み、大谷ダムや越敷岳付近の二俣・永野集落で熊本県阿蘇郡高森町に入るが、熊本県内の区間はわずか5 kmしかない。九重野 台集落から永野・高群集落を経て宮崎県境までは1.5車線の道路で小刻みなカーブが続く。そのため段階的に2車線整備の工事が行われている。県境から4 kmで熊本県道41号高森波野線が分岐する津留集落に入る。すぐに宮崎県との県境となり西臼杵郡高千穂町に入る。宮崎県境は「県境橋」という石橋になっている。
宮崎県内に入ると2車線道路に幅が広くなる。祖母山への登山口があり三秀台がある五ヶ所高原を縦断し、途中で1998年（平成10年）に開通した五ヶ所高原トンネルで崩野峠を通過する。急坂が続き西臼杵郡高千穂町大字田原で国道325号と合流し約700 m重複の上、高千穂町大字河内の寧静ループ橋前の交差点を「土生」・「夕塩」方向に左折する。
分岐後しばらくは2車線の快走道路が続くものの、しばらくすると離合困難な1車線の区間となる。この区間では熊本県と宮崎県との境界線が道路と隣り合わせに並列している。宮崎県道・熊本県道141号河内矢部線との分岐点は五ヶ瀬川との橋になっており、宮崎県内の宮崎県道・熊本県道141号河内矢部線はわずか200 mしかない。五ヶ瀬川にかかる橋を渡ると、五ヶ瀬町に入る。その後断続的に見通しの悪い1車線が続く上に、S字型のヘアピンカーブが連続している。
西臼杵郡五ヶ瀬町大字桑野内地区を横断し、2006年（平成18年）9月に開通した夕日の里大橋と宮崎県道203号土生高千穂線との交差点になる。五ヶ瀬ワイナリーを横切り、センターラインの無い2車線道路が続き下り坂となると五ヶ瀬町の中心部に出て国道218号との交差点で終点となる。国道218号との交差点をさらに南下すると西臼杵郡五ヶ瀬町鞍岡地区・東臼杵郡椎葉村や国道265号国見峠方面に向かう道路となる。
3以上の都道府県にまたがる都道府県道としては、西日本では、本路線以外には三重県道・奈良県道・京都府道82号上野南山城線および福岡県道・大分県道・熊本県道115号八女小国線の2路線のみである。

### 重複区間
- 国道502号（大分県竹田市大字竹田 地内）
- 大野川上流広域農道（大分県竹田市大字九重野 地内）
- 国道325号（宮崎県西臼杵郡高千穂町大字田原 - 西臼杵郡高千穂町大字河内）

### 道路施設

#### 橋梁
- 大分県
  - 竹田橋（稲葉川、竹田市）
  - 魚住橋（大野川、竹田市）
- 宮崎県
  - 露成大橋（西臼杵郡五ヶ瀬町）

#### トンネル
- 大分県
  - 会々トンネル：延長120 m、1974年（昭和49年）竣工、竹田市
  - 新山手トンネル：延長66 m、2001年（平成13年）竣工、竹田市
  - 久戸トンネル：延長145 m、1967年（昭和42年）竣工、竹田市
  - 尾戸群隧道：延長57 m、1968年（昭和43年）竣工、竹田市
  - 西ヶ迫トンネル：延長107 m、1967年（昭和42年）竣工、竹田市
  - 長宇戸隧道：延長155 m、1968年（昭和43年）竣工、竹田市
  - 出合トンネル：延長280 m、1998年（平成10年）竣工、竹田市
- 宮崎県
  - 五ヶ所高原トンネル：延長450 m、1998年（平成10年）竣工、西臼杵郡五ヶ瀬町

## 地理

### 通過する自治体
- 大分県
  - 竹田市
- 熊本県
  - 阿蘇郡高森町
- 宮崎県
  - 西臼杵郡高千穂町
  - 西臼杵郡五ヶ瀬町

### 交差する道路
| 交差する道路                                                                   | 都道府県名 | 市町村名 | 市町村名 | 交差する場所 | 交差する場所                |
| ------------------------------------------------------------------------------ | ---------- | -------- | -------- | ------------ | --------------------------- |
| 国道57号 国道442号 大分県道47号竹田直入線 大分県道57号竹田犬飼線               | 大分県     | 竹田市   | 竹田市   | 大字会々     | 竹田市会々七里交差点 / 起点 |
| 国道502号 重複区間起点                                                         | 大分県     | 竹田市   | 竹田市   | 大字竹田     |                             |
| 国道502号 重複区間終点 熊本県道・大分県道135号高森竹田線                       | 大分県     | 竹田市   | 竹田市   | 大字竹田     | 運動公園入口交差点          |
| 大分県道410号牧口徳田竹田線                                                    | 大分県     | 竹田市   | 竹田市   | 大字入田     |                             |
| 大分県道639号神原玉来線                                                        | 大分県     | 竹田市   | 竹田市   | 大字門田     |                             |
| 大野川上流広域農道 / 奥豊後グリーンロード 重複区間起点                         | 大分県     | 竹田市   | 竹田市   | 大字九重野   |                             |
| 大分県道695号九重野荻線 大野川上流広域農道 / 奥豊後グリーンロード 重複区間終点 | 大分県     | 竹田市   | 竹田市   | 大字九重野   |                             |
| 熊本県道41号高森波野線                                                         | 熊本県     | 阿蘇郡   | 高森町   | 大字津留     |                             |
| 熊本県道212号津留柳線                                                          | 熊本県     | 阿蘇郡   | 高森町   | 大字津留     |                             |
| 国道325号 重複区間起点                                                         | 宮崎県     | 西臼杵郡 | 高千穂町 | 大字田原     |                             |
| 国道325号 重複区間終点                                                         | 宮崎県     | 西臼杵郡 | 高千穂町 | 大字河内     |                             |
| 宮崎県道・熊本県道141号河内矢部線                                              | 宮崎県     | 西臼杵郡 | 高千穂町 | 大字河内     |                             |
| 宮崎県道203号土生高千穂線                                                      | 宮崎県     | 西臼杵郡 | 五ヶ瀬町 | 大字桑野内   |                             |
| 国道218号                                                                      | 宮崎県     | 西臼杵郡 | 五ヶ瀬町 | 大字三ヶ所   | 五ヶ瀬町車屋橋交差点 / 終点 |

### 交差する鉄道
- 豊肥本線

### 沿線
- 大分地方裁判所竹田支部
- 竹田調整池堰（魚住ダム、竹田ダム）
- 竹田湧水群（名水百選）
- 竹田市立祖峰小学校・幼稚園
- 竹田市役所 祖峰連絡所
- 白水溜池堰堤（近代化遺産、重要文化財）
- 白水の滝
- 大谷ダム
- 高森町役場 野尻出張所
- JR阿蘇高森中央支所 野尻出張所
- 五ヶ所高原
- 高千穂町立五ヶ所小学校
- 崩野峠
  - 五ヶ瀬川
  - 三秀台
  - 祖母山
  - 音無井路十二号分水
- 高千穂町立田原小学校
- 高千穂町立田原中学校
- 寧静ループ
- 五ヶ瀬町桑野内　集会場
- 五ケ瀬町立上組小学校
- 五ヶ瀬ワイナリー
- 夕日の里大橋
- 五ヶ瀬町立鞍岡小学校
- 五ヶ瀬町立三ヶ所小学校
- 五ヶ瀬町役場
- 五ヶ瀬町国保病院